# "Följ mig!" Hör jag Kristus kalla
"Följ mig!" Hör jag Kristus kalla är en sång från 1958 med text av Karin Hartman och musik av Sture Petersson.
Texten är upphovsrättsligt skyddad till och med år 2077.

## Publicerad i
- Frälsningsarméns sångbok 1968 som nr 675 under rubriken "Barn Och Ungdom".
- Frälsningsarméns sångbok 1990 som nr 615 under rubriken "Strid och kallelse till tjänst".